# Zeit je Einheit
Die Zeit je Einheit, auch Stückzeit (Formelzeichen te), ist ein Begriff aus der Fertigungstechnik.

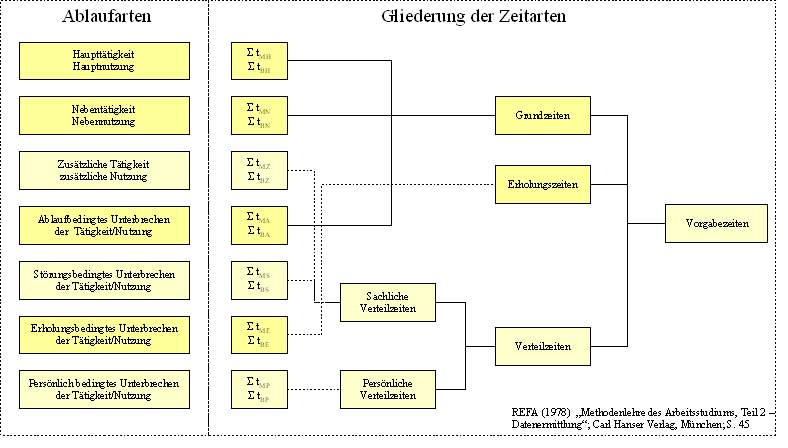
Vorgabezeit für Mensch und Betriebsmittel

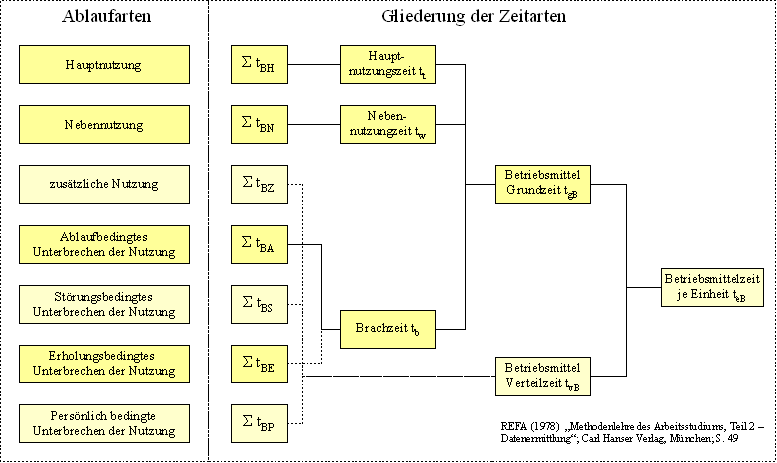
Betriebsmittelzeit je Einheit

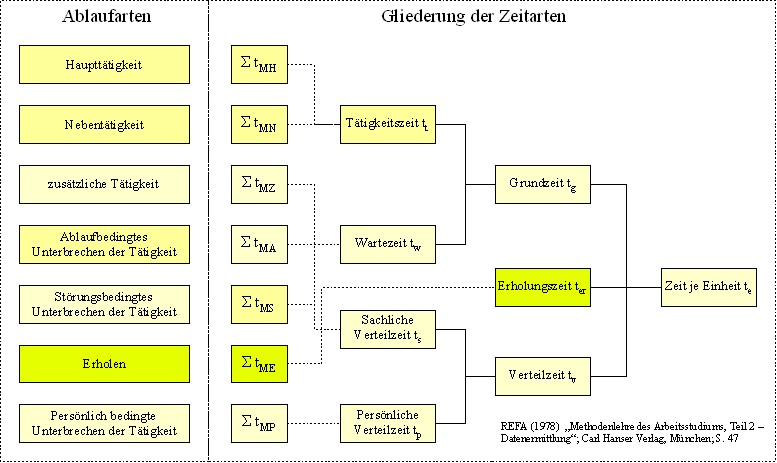
Zeit je Einheit für den Menschen

Die Stückzeit ist die zur Bearbeitung einer einzelnen Leistungseinheit erforderliche Zeit.
Sie bezieht sich im Allgemeinen auf die Mengeneinheit 1, 100 oder 1000 Stück.

## Definition für Betriebsmittel
Für Betriebsmittel setzt sich die Fertigungszeit eines Loses zusammen als Addition der Rüstzeit und der mit der Stückzahl multiplizierten Stückzeit.
{\displaystyle t_{f}=t_{r}+n\cdot t_{e}}
Die Fertigungskosten errechnen sich dann aus dem Maschinenstundensatz multipliziert mit der Los-Fertigungszeit.

## Definition für Personalaufwand
Im deutschsprachigen Raum ist die Definition des REFA-Verbands am weitesten verbreitet:

„Die Zeit je Einheit {\displaystyle t_{e}} ist die Vorgabezeit für die Ausführung eines Ablaufes durch den Menschen“

Vorgabezeit bedeutet eine Plan- oder Sollzeit, in der die Arbeitstätigkeit ausgeführt werden soll. Diese Arbeitstätigkeit wird in einem definierten Ablauf ausgeführt, für den die Vorgabezeit gilt. Vollständig werden die Parameter durch das Arbeitssystem beschrieben.
Die Zeit setzt sich nach REFA wie folgt zusammen
{\displaystyle t_{e1}=t_{g}+t_{er}+t_{v}}
wobei
{\displaystyle t_{g}} die Grundzeiten
{\displaystyle t_{er}} die Erholungszeit
{\displaystyle t_{v}} die Verteilzeit sind.
Diese Zeit ist eine Soll-Zeit für den Menschen, eine Arbeitsaufgabe innerhalb eines Arbeitssystems auszuführen. Diese Zeit kann eine formale Zeit sein und (z. B. aus Entlohnungs-technischen Gründen) von der messbaren Zeit abweichen.
Diese Zeiten werden auf verschiedene Arten ermittelt, beispielsweise gemäß der REFA-Methodenlehre des Arbeitsstudiums, im Wege einer Zeitstudie, aus Planzeitkatalogen oder durch Vergleichen und Schätzen.

## Verwendung
Die Zeit je Einheit wird für verschiedene Zwecke genutzt. Der REFA-Verband nennt Planung, Steuerung, Kontrolle und Entlohnung, hinzu kommt die Kostenrechnung.
Dabei muss die Stückzeit nicht unbedingt eine gemessene oder messbare Zeit sein, sondern kann auch eine formal festgelegte Zeit sein (etwa aus Gründen der Entlohnungsrechnung).
In der (Vor-)Kalkulation wirkt sich die Zeit je Einheit aus, weil entweder die Nutzungsdauer eines Betriebsmittels durch die Multiplikation mit dem Maschinenstundensatz in die Herstellkosten eingeht, oder der anteilige Fertigungslohn. Die Kontrollrechnung mit Istzeiten ist Teil der Nachkalkulation. Zur Kalkulation wird oft nicht eine objektbezogene Zeitstudie herangezogen, sondern die Zeit aus Zeitbausteinen ermittelt.
Das Prinzip der Wirtschaftlichkeit verlangt, dass die Fertigung eines Arbeitsgangs möglichst schnell vonstattengeht (geringer Ressourcen-Verbrauch). Diese Forderung kann in Widerspruch stehen zu den Prinzipien von Qualität und Termintreue, den anderen beiden Eckpfeilern zur Beurteilung der Leistungsfähigkeit von Produktionssystemen und letztlich dem Unternehmen gehen.